# آخر ورقة (فلم)
آخر ورقة جريمة مصري من إنتاج سنة 2015. الفيلم من إخراج محمود سليم وتأليف عبد الله خالد، وإنتاج  احمد فهمي،  ومن بطولة محمود عامر، وكريم قاسم، وندى بسيوني، وهشام إسماعيل، وأحمد عبد الله محمود.

## ملخص القصة
- صدمت منى بسيارتها الطفل اليتيم كريم فقتلته، وأصيبت بصدمة نفسية، جعلتها تتخيل أن كريم عاش وكبر، فتؤلف رواية عنه، وعن معاناته في حياته من فقد الأحبة، وظلم الجميع له، وتخيلت منى نفسها نور بطلة الرواية، التي أحبت كريم، وتمنت الحياة معه، لم يتحمل كريم البعد عن نور فيقدم على اتخاذ قرار خطير.

## طاقم التمثيل
- محمود عامر
- كريم قاسم
- ندى بسيوني
- هشام إسماعيل
- أحمد عبد الله محمود
- عمرو القاضي
- دنيا المصري
- صفاء جلال
- تميم عبده
- نبيل فهمي
- زياد عبد العليم
- سوسن بدر
- إلهامي عزت
- جو فهمي

## الإنتاج
- كتب عبد الله خالد قصة وسيناريو الفيلم، وكان الفيلم من إخراج محمود سليم وإنتاج احمد فهمي ...